# Josu Silloniz
Josu Silloniz Aresti (Zornotza, 8 februari 1978) is een Spaans wielrenner. Hij is familie van voormalig wielrenner Aitor Silloniz. Hij was beroepsrenner van 2000 tot 2006. 

## Carrière
Josu Silloniz reed zijn gehele carrière voor de Baskische wielerploeg Euskaltel-Euskadi, maar in die periode heeft hij geen professionele wedstrijden kunnen winnen. Zijn beste prestatie was een 3e plaats in de Trofeo Luis Puig van 2005.

## Erelijst
2001
- 3e in 1e etappe Giro del Capo
- 2e in 4e etappe Giro del Capo, Goodhope Centre Circuit
- 3e in 2e etappe GP Jornal de Noticias

2004
- 3e in Trofeo Luis Puig

## Resultaten in voornaamste wedstrijden
| Jaar | Milaan-San Remo | Gent-Wevelgem | Ronde van Vlaanderen |
| ---- | --------------- | ------------- | -------------------- |
| 2002 | 144e            |               |                      |
| 2004 | 15e             |               | 101e                 |
| 2005 | 12e             | 80e           |                      |

## Ploegen
- 2000 - 2006: Euskaltel-Euskadi